# جنی کوان
جنی کوان (انگلیسی: Jennie Kwan؛ زادهٔ ۹ سپتامبر ۱۹۷۳) یک خواننده اهل ایالات متحده آمریکا است.